# 魨形石鮰
魨形石鮰為輻鰭魚綱鯰形目北美鯰科的其中一種，分布於美國的淡水流域，體長可達6.2公分，棲息在水質清澈、礫石底質的溪流、河川，以水生昆蟲、甲殼類為食。

## 擴展閱讀
維基物種上的相關：魨形石鮰